# Schéma intègre
En mathématiques et plus particulièrement en géométrie algébrique, un schéma intègre est un schéma qui est localement défini par des anneaux intègres.  Dans tout ce qui suit, le mot schéma peut être remplacé par variété algébrique sauf mention expresse du contraire.

## Définition

### Schémas réduits
On dit qu'un schéma {\displaystyle X} est réduit si pour tout ouvert {\displaystyle U} de {\displaystyle X}, l'anneau des fonctions régulières {\displaystyle O_{X}(U)} est réduit. Cela est équivalent à dire que les anneaux locaux {\displaystyle O_{X,x}} sont réduits pour tout point {\displaystyle x}. Ou encore qu'il existe un recouvrement de {\displaystyle X} par des ouverts affines {\displaystyle \mathrm {Spec} A_{i}} avec {\displaystyle A_{i}} réduits. 
Soit {\displaystyle f\in O_{X}(X)} une fonction régulière sur {\displaystyle X}. On considère {\displaystyle f}  comme une fonction de {\displaystyle X} vers un domaine universel qui contient tous les corps résiduels {\displaystyle k(x),\ x\in X} (à {\displaystyle x} on associe l'image de {\displaystyle f} par {\displaystyle O_{X}(X)\to O_{X,x}\to k(x)}). Si {\displaystyle X} est réduit, alors cette fonction est identiquement nulle si et seulement si {\displaystyle f=0}.

### Schémas intègres
On dit que {\displaystyle X} est intègre s'il est irréductible et réduit. C'est équivalent à dire que pour tout ouvert affine {\displaystyle U=\mathrm {Spec} A} de {\displaystyle X}, l'anneau {\displaystyle A} est intègre. Lorsque {\displaystyle X} est localement noethérien, c'est encore équivalent à {\displaystyle X} connexe et que les anneaux locaux {\displaystyle O_{X,x}} sont intègres. 
Sur un schéma intègre {\displaystyle X}, les anneaux de fonctions régulières {\displaystyle O_{X}(U)} sont intègres pour tout ouvert {\displaystyle U}, et les applications de restrictions {\displaystyle O_{X}(U)\to O_{X}(V)} sont injectives pour tout ouvert {\displaystyle V} contenu dans {\displaystyle U}. 
Exemple Un schéma affine {\displaystyle \mathrm {Spec} A} est intègre si et seulement si l'anneau {\displaystyle A} est intègre.

## Différentes notions liées aux schémas intègres

### Fonctions rationnelles
Soit {\displaystyle X} un schéma intègre. On pose 
la limite inductive sur les {\displaystyle O_{X}(U)} de tous les ouverts non-vides {\displaystyle U} (les applications de transition sont les applications de restriction). Pour tout ouvert affine {\displaystyle U} non-vide, le morphisme canonique {\displaystyle O_{X}(U)\to K(X)} induit un isomorphisme de {\displaystyle K(X)} avec le corps des fractions {\displaystyle \mathrm {Frac} (O_{X}(U))}. On appelle les éléments de {\displaystyle K(X)} les fonctions rationnelles (et parfois des fonctions méromorphes) sur {\displaystyle X} et  {\displaystyle K(X)} le corps des fonctions rationnelles sur X (en).  
Concrètement, une fonction rationnelle sur {\displaystyle X} est (la classe d') une fonction régulière {\displaystyle f} sur un ouvert dense {\displaystyle U}; deux fonctionns rationnelles {\displaystyle (f,U),(g,V)}étant considérées comme identique si {\displaystyle f=g} sur {\displaystyle U\cap V}. 
Étant donné une fonction rationnelle {\displaystyle f}, l'ensemble des points {\displaystyle x} tel que {\displaystyle f} soit régulière dans un voisinage de {\displaystyle x} est le plus grand ouvert sur lequel {\displaystyle f} est régulière. Sur un schéma noethérien normal, le complémentaire de cet ouvert est vide ou de codimension 1, et c'est le support du diviseur de pôles de {\displaystyle f}. 
On vient de voir que {\displaystyle K(X)} est isomorphe à {\displaystyle \mathrm {Frac} (O_{X}(U))} pour tout ouvert affine {\displaystyle U}. Si {\displaystyle \eta } est le point générique (ceci n'est pas valable pour les variétés algébriques) de {\displaystyle X}, alors {\displaystyle K(X)} est canoniquement isomorphe à l'anneau local {\displaystyle O_{X,\eta }}.  
Si {\displaystyle U} est un ouvert dense de {\displaystyle X}, alors on a canoniquement {\displaystyle K(X)=K(U)}. 
Exemples
- Les corps des fonctions rationnelles sur {\displaystyle \mathrm {Spec} (k[T])} et {\displaystyle \mathrm {Proj} (k[T_{0},T_{1}])} sont isomorphes à {\displaystyle k(T)}.
- Si {\displaystyle f(T)\in k[T]} est un polynôme non-constant et qui n'est pas un carré, et si {\displaystyle k} est de caractéristique différente de 2, alors {\displaystyle X=\mathrm {Spec} (k[T,S]/(S^{2}-f(T)))} est intègre, son corps des fonctions rationnelles est l'extension quadratique {\displaystyle k(T)[s]} de {\displaystyle k(T)} définie par la relation {\displaystyle s^{2}=f(T)}.

Si {\displaystyle X} est de type fini sur un corps {\displaystyle k}, alors {\displaystyle k(X)} est une extension de type fini de {\displaystyle k}, de degré de transcendance {\displaystyle \dim X}. C'est un corps de fonctions sur {\displaystyle k}.

### Applications rationnelles
Soient {\displaystyle X} un schéma intègre et {\displaystyle Y} un schéma séparé. Deux morphismes {\displaystyle U\to Y}, {\displaystyle V\to Y} définis sur des ouverts denses de {\displaystyle X} sont dits équivalents s'ils coïncident sur {\displaystyle U\cap V}. Comme {\displaystyle Y} est séparé, il suffit qu'ils coïncident sur un ouvert dense contenu dans {\displaystyle U\cap V}. Cette relation est alors une relation d'équivalence. 
Une application rationnelle de {\displaystyle X} dans {\displaystyle Y}, qu'on note {\displaystyle \phi :X--\to Y} (une flèche pointillée), est une classe d'équivalence de morphismes {\displaystyle U\to Y}. Si un morphisme {\displaystyle U\to Y} est dans la classe {\displaystyle \phi }, on dit que {\displaystyle \phi } est définie sur {\displaystyle U}. En prenant la réunion de tous les ouverts où {\displaystyle \phi } est définie, on obtient le plus grand ouvert {\displaystyle \Omega } où {\displaystyle \phi } est définie: c'est le domaine de définition de {\displaystyle \phi }.  
Soit {\displaystyle X} un schéma intègre de type fini sur un corps {\displaystyle k}. Soit {\displaystyle f\in K(X)} une fonction rationnelle et soit {\displaystyle \Omega } le plus grand ouvert sur lequel {\displaystyle f} est régulière. On a un morphisme {\displaystyle \Omega \to \mathrm {Spec} (k[T])} correspondant au morphisme de {\displaystyle k}-algèbres {\displaystyle k[T]\to O_{X}(\Omega )} qui envoie {\displaystyle T} sur {\displaystyle f}. Comme {\displaystyle \mathrm {Spec} (k[T])} est un ouvert de la droite projective {\displaystyle {\mathbb {P} }_{k}^{1}}, on obtient canoniquement un morphisme {\displaystyle f:\Omega \to {\mathbb {P} }_{k}^{1}}. Sa classe d'équivalence est donc une application rationnelle 
Si {\displaystyle x\in \Omega (k)} est un point rationnel, cette application rationnelle envoie {\displaystyle x} sur {\displaystyle f(x)\in k\subset {\mathbb {P} }^{1}(k)}. Inversement toute application rationnelle {\displaystyle f:X--\to {\mathbb {P} }_{k}^{1}} provient d'une fonction rationnelle (considérer le morphisme {\displaystyle f^{-1}({\mathbb {A} }_{k}^{1})\cap \Omega \to {\mathbb {A} }_{k}^{1}}).  
Ainsi a-t-on une correspondance bi-univoque entre les fonctions rationnelles sur {\displaystyle X} et les applications rationnelles {\displaystyle X--\to {\mathbb {P} }_{k}^{1}}.

### Morphismes dominants
Un morphisme {\displaystyle f:X\to Y} entre schémas intèges est dominant si le sous-ensemble {\displaystyle f(X)} est dense dans {\displaystyle Y}.  
C'est équivalent à dire que le morphisme canonique de faisceaux {\displaystyle O_{Y}\to f_{*}(O_{X})} est injectif. On en déduit immédiatement un morphisme des corps de fonctions rationnelles {\displaystyle K(Y)\to K(X)}. C'est une extension de corps. 
Dans le langage des schémas, {\displaystyle f} dominant se traduit par la propriété que {\displaystyle f} envoie le point générique de {\displaystyle X} sur celui de {\displaystyle Y}. 
Exemples
- Tout morphisme surjectif est dominant. En particulier si le schéma d'arrivée {\displaystyle Y} est réduit à un point (i.e. est égal au spectre d'un corps), alors {\displaystyle f} est automatiquement dominant.
- Si {\displaystyle \dim Y=1}, alors {\displaystyle f} est constant ou dominant.

Si {\displaystyle f:X\to Y} est dominant et de type fini: 
- l'extension {\displaystyle K(X)/K(Y)} est de type fini;
- on dit que {\displaystyle f:X\to Y} est birationnel si l'extension {\displaystyle k(X)/k(Y)} est triviale (i.e. {\displaystyle k(Y)\to K(X)} est un isomorphisme);
- si de plus {\displaystyle X,Y} sont de type fini sur un corps {\displaystyle k} et que {\displaystyle f} est un morphisme de {\displaystyle k}-schémas, alors {\displaystyle K(X)/K(Y)} est une extension de degré de  transcendance {\displaystyle \dim X-\dim Y}. En particulier, si {\displaystyle \dim X=\dim Y}, alors {\displaystyle K(X)/K(Y)} est une extension finie;
- si {\displaystyle f} est projectif (par exemple si {\displaystyle X,Y} sont projectifs sur un schéma {\displaystyle S} et que {\displaystyle f} est un morphisme de {\displaystyle S}-schémas), alors il est surjectif puisque {\displaystyle f(X)} est fermé et dense dans {\displaystyle Y}.

Tout morphisme {\displaystyle f:X\to Y} de schémas intègres se décompose en un morphisme dominant {\displaystyle X\to Z} suivi d'une immersion fermée {\displaystyle Z\to Y}. Il suffit de prendre pour {\displaystyle Z} la partie fermée {\displaystyle {\overline {f(X)}}} de {\displaystyle Y} munie de l'unique structure de sous-schéma fermé réduit (donc intègre puisqu'il est irréductible).
Si {\displaystyle X,Y} sont de type fini sur un schéma {\displaystyle S} et si {\displaystyle \phi :X--\to Y} est une application rationnelle associée à des {\displaystyle S}-morphismes {\displaystyle U\to Y}, on dit que {\displaystyle \phi } est une application birationnelle si {\displaystyle \Omega \to Y} est dominant et si l'extension des corps de fonctions {\displaystyle K(X)=K(\Omega )/K(Y)} est triviale. Cela implique qu'il existe un ouvert dense {\displaystyle U\subseteq \Omega } tel que {\displaystyle \phi } induise un isomorphisme de {\displaystyle U} sur un ouvert dense de {\displaystyle Y}. Deux schémas intègres de type fini sur {\displaystyle S} sont dits birationnels s'il existe une telle application birationnelle. 

### Résolution du lieu d'indéterminance
Il existe une façon canonique de rendre une application rationnelle définie partout. 
Soit {\displaystyle \phi :X\to Y} une application rationnelle dont le domaine de définition est {\displaystyle \Omega }. Considérons le produit fibré {\displaystyle X\times _{\mathrm {Spec} \mathbb {Z} }Y} (on peut remplacer {\displaystyle \mathrm {Spec} \mathbb {Z} } par {\displaystyle \mathrm {Spm} k} s'il s'agit de variétés algébriques sur {\displaystyle k}) muni de ses projections {\displaystyle p,q} sur {\displaystyle X,Y}. Considérons l'ensemble des points {\displaystyle (x,\phi (x))} avec {\displaystyle x\in \Omega } dans ce produit, et son adhérence {\displaystyle Z} munie de la structure de sous-schéma fermé réduit. On obtient un schéma intègre {\displaystyle Z}, un morphisme birationnel {\displaystyle p:Z\to X}, et un morphisme {\displaystyle q:Z\to Y}.
Ainsi, modulo le morphisme birationnel {\displaystyle Z\to X}, l'application rationnelle {\displaystyle \phi } devient un morphisme {\displaystyle Z\to Y}.